# Against All Odds (2010)
Pour les articles homonymes, voir Against All Odds.
Against All Odds 2011 désigne la septième édition du pay-per-view (PPV) de catch TNA Against All Odds, un événement produit par la Total Nonstop Action Wrestling (TNA). Le spectacle a eu lieu le 13 février 2011 à TNA Impact! Zone de Universal Studios Florida.

## Contexte
Les spectacles de la Total Nonstop Action Wrestling en paiement à la séance sont constitués de matchs aux résultats prédéterminés par les scénaristes de la TNA. Ces rencontres sont justifiées par des storylines - une rivalité avec un catcheur, la plupart du temps - ou par des qualifications survenues dans les émissions de la TNA telles que TNA Xplosion et TNA Impact!. Tous les catcheurs possèdent un gimmick, c'est-à-dire qu'ils incarnent un personnage face (gentil), heel (méchant) ou tweener (neutre, apprécié du public), qui évolue au fil des rencontres. Un pay-per-view comme Against All Odds est donc un évènement tournant pour les différentes storylines en cours.

## Results
- Tournoi pour désigner le chalenger no 1 pour TNA World Heavyweight Championship

| # | Matches                                                                                    | Stipulations                                                                                   | Temps |
| - | ------------------------------------------------------------------------------------------ | ---------------------------------------------------------------------------------------------- | ----- |
| 1 | D'Angelo Dinero defeated Desmond Wolfe (avec Chelsea)                                      | Premier round du Tournoi de la TNA                                                             | 7:39  |
| 2 | Matt Morgan defeated Hernandez                                                             | Premier round du Tournoi                                                                       | 8:50  |
| 3 | Mr. Anderson defeated Kurt Angle                                                           | Premier round du Tournoi                                                                       | 9:44  |
| 4 | Abyss bat Mick Foley                                                                       | Match sans Disqualification, premier round du Tournoi                                          | 7:40  |
| 5 | The Nasty Boys (Brian Knobbs et Jerry Sags) battent Team 3D (Brother Ray et Brother Devon) | Tag Team Match                                                                                 | 10:39 |
| 6 | D'Angelo Dinero defeated Matt Morgan                                                       | Semi finals du Tournoi                                                                         | 8:20  |
| 7 | Mr. Anderson defeated Abyss                                                                | Semi finals du Tournoi                                                                         | 8:07  |
| 8 | A.J. Styles (c) (avec Ric Flair) bat Samoa Joe                                             | Match simple pour le TNA World Heavyweight Championship (avec Eric Bischoff en arbitre spécial | 21:26 |
| 9 | D'Angelo Dinero defeated Mr. Anderson                                                      | Finals du Tournoi                                                                              | 15:56 |

|  | Quarts de finale | Quarts de finale |  |  | Demi-finales | Demi-finales |  |  | Finale | Finale |
|  | Quarts de finale | Quarts de finale |  |  | Demi-finales | Demi-finales |  |  | Finale | Finale |
|  |                  |                  |  |  |              |              |  |  |        |        |
|  |                  |                  |  |  |              |              |  |  |        |        |
|  |                  |                  |  |  |              |              |  |  |        |        |
|  | D'Angelo Dinero  |                  |  |  |              |              |  |  |        |        |
|  |                  |                  |  |  |              |              |  |  |        |        |
|  | Desmond Wolfe    |                  |  |  |              |              |  |  |        |        |
|  | D'angelo Dinero  |                  |  |  |              |              |  |  |        |        |
|  |                  |                  |  |  |              |              |  |  |        |        |
|  |                  | Matt Morgan      |  |  |              |              |  |  |        |        |
|  | Matt Morgan      | tombé            |  |  |              |              |  |  |        |        |
|  | Matt Morgan      | tombé            |  |  |              |              |  |  |        |        |
|  | Hernandez        |                  |  |  |              |              |  |  |        |        |
|  | D'Angelo Dinero  |                  |  |  |              |              |  |  |        |        |
|  |                  |                  |  |  |              |              |  |  |        |        |
|  |                  | Mr.Anderson      |  |  |              |              |  |  |        |        |
|  | Mr.Anderson      |                  |  |  |              |              |  |  |        |        |
|  |                  |                  |  |  |              |              |  |  |        |        |
|  | Kurt Angle       |                  |  |  |              |              |  |  |        |        |
|  | Abyss            |                  |  |  |              |              |  |  |        |        |
|  |                  |                  |  |  |              |              |  |  |        |        |
|  |                  | Mr.Anderson      |  |  |              |              |  |  |        |        |
|  | Abyss            |                  |  |  |              |              |  |  |        |        |
|  |                  |                  |  |  |              |              |  |  |        |        |
|  | Mick Foley       |                  |  |  |              |              |  |  |        |        |
|  |                  |                  |  |  |              |              |  |  |        |        |